# إسحاق جاكوب
إسحاق جاكوب (بالإنجليزية: Isaac Jacob) هو مصارع هاوي نيجيري، ولد في 25 أكتوبر 1973.

## وصلات خارجية
- إسحاق جاكوب على موقع قاعدة بيانات المصارعة الدولية (الإنجليزية)
- إسحاق جاكوب على موقع أوليمبيديا (الإنجليزية)
- إسحاق جاكوب على موقع اتحاد ألعاب الكومنولث (مؤرشف) (الإنجليزية)